# ATP Challenger Edinburgh
Das ATP Challenger Edinburgh (offiziell: Edinburgh Challenger) war ein Tennisturnier, das von 1997 bis 2002 jährlich in Edinburgh, Schottland, stattfand. Es gehörte zur ATP Challenger Tour und wurde im Freien auf Sand gespielt.

## Liste der Sieger

### Einzel
| Jahr | Sieger           | Finalgegner         | Ergebnis      |
| ---- | ---------------- | ------------------- | ------------- |
| 2002 | Alexandre Simoni | Jean-René Lisnard   | 6:3, 6:3      |
| 2001 | Kristian Pless   | Gorka Fraile        | 6:3, 6:3      |
| 2000 | Filip Dewulf     | Marcelo Charpentier | kampflos      |
| 1999 | Héctor Moretti   | Attila Sávolt       | 6:4, 6:1      |
| 1998 | Tomas Nydahl     | Jan Frode Andersen  | 6:4, 6:1      |
| 1997 | Dinu Pescariu    | Andrea Gaudenzi     | 4:6, 7:5, 6:1 |

### Doppel
| Jahr | Sieger                           | Finalgegner                      | Ergebnis      |
| ---- | -------------------------------- | -------------------------------- | ------------- |
| 2002 | Jeff Coetzee Myles Wakefield     | Jordan Kerr Grant Silcock        | 6:4, 7:66     |
| 2001 | Filippo Messori Salvador Navarro | Justin Bower Damien Roberts      | 6:2, 7:64     |
| 2000 | Tommy Robredo Michael Russell    | Lars Burgsmüller Ota Fukárek     | 6:0, 6:2      |
| 1999 | Marcus Hilpert Vaughan Snyman    | Marcos Roy Girardi Attila Sávolt | 6:1, 7:6      |
| 1998 | Edwin Kempes Peter Wessels       | Marcos Ondruska Chris Wilkinson  | 6:7, 6:3, 6:2 |
| 1997 | Wayne Arthurs Grant Doyle        | Chris Haggard James Holmes       | 4:6, 6:2, 6:2 |